# Reggae Fusion
Als Reggae Fusion wird ein Musikstil bezeichnet, der als Crossover-Genre gilt, weil er Elemente vor allem aus Reggae oder Dancehall mit anderen Genres wie Pop, Eurodance, Rock, Hip-Hop, R&B, Jazz oder Drum & Bass verbindet. Er wurde in den späten 1980er Jahren populär.

## Namhafte Vertreter
- Inner Circle
- Ace of Base
- Dr. Alban
- Mr. President
- Reel 2 Real